# Domobrana (dobrovolnická organizace)

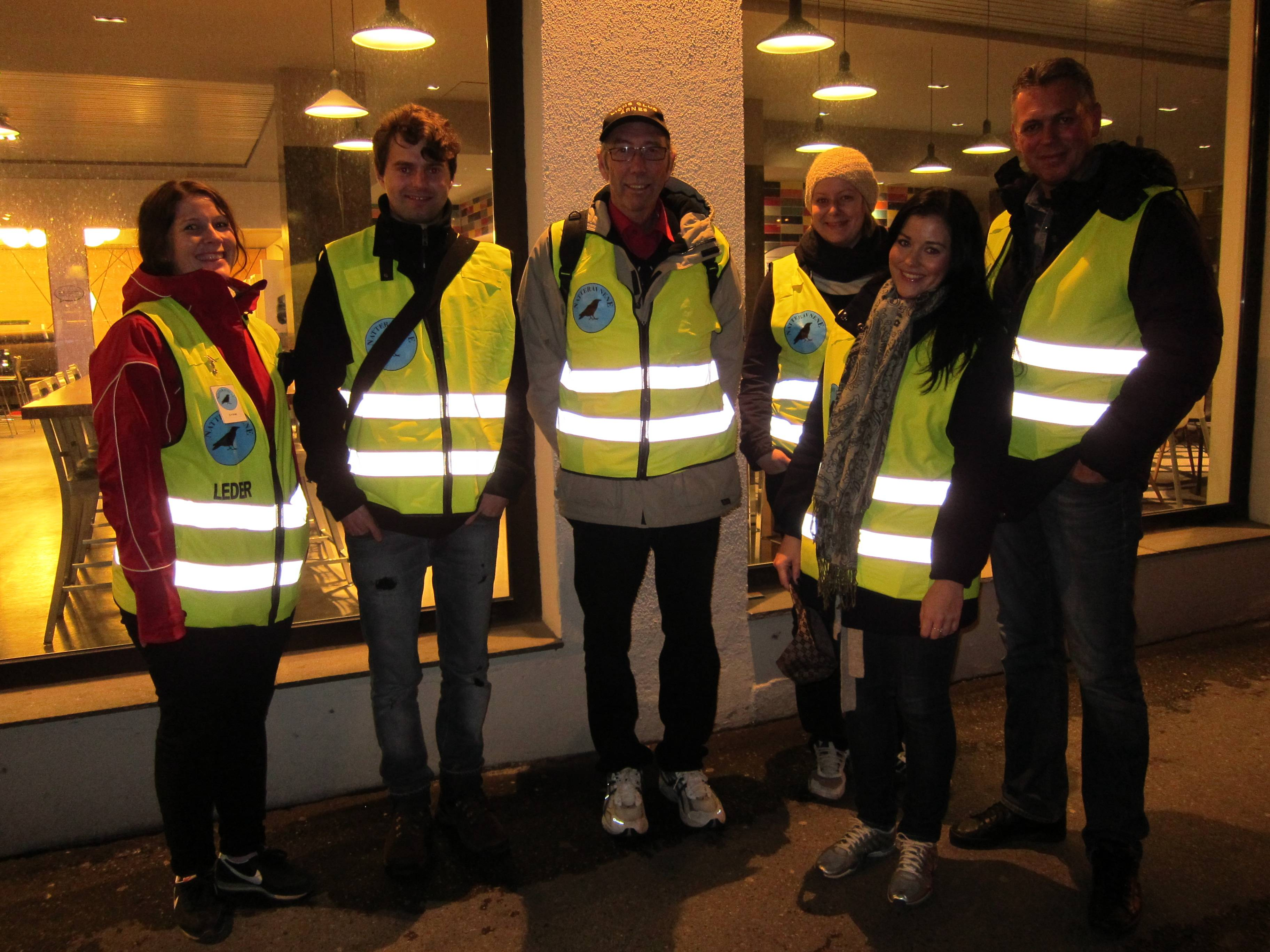
Skupina členů norské domobranecké organizace Natteravnene na hlídce v nočním Oslu

Domobrana či sousedská hlídka je organizovaná skupina dobrovolníků z řad občanů, kteří se ve spolupráci s policií podílejí na prevenci pouliční kriminality a vandalismu ve svém bezprostředním okolí.

## Náplň činnosti
Členové domobrany, v úžeji chápaném smyslu „sousedské hlídky“, vykonávají pouliční hlídkovou službu, například ve dne před školami nebo v noci, kdy se snaží monitorovat okolí a sledovat podezřelou činnost, zvláště drobnou kriminalitu. Jejich dalším úkolem může být např. pomoc tělesně postiženým. Mohou být uniformovaní (v ČR nosí pouze reflexní vesty), ovšem zbraně mají pouze neletální, k osobní ochraně (např. pepřové spreje); mohou s sebou také vodit psa.

## Rozšíření ve světě
V anglicky mluvících zemích (zde se obvykle označují jako neighbourhood watch či Crimestoppers) je tento formát sdružování populární. V USA existují jak lokálnější uskupení ve formě „sousedských hlídek“, tak rozšířenější volná uskupení označovaná „militia“, což jsou již paramilitární organizace, které sledují ambicióznější politickou agendu. Za milici tohoto typu bývá někdy označováno například hnutí Boogaloo či skupiny existující v rámci hnutí Proud Boys.
Podobné skupiny existují i v Rakousku (proNACHBAR) a ve Skandinávii (norská Natteravnene). Rakouská organizace proNACHBAR se zabývá také např. šířením informací o prevenci proti zločinu, konzultacemi o zabezpečení bytu apod.[zdroj?]

## Situace v Česku
Dle stávajících zákonů nemají členové domobrany žádnou pravomoc – nemohou zasahovat sami; případné podezřelé chování hlásí telefonicky policii.[zdroj?] V případě přistižení při činu může člen domobrany – stejně jako každý jiný občan – vykonat tzv. občanské zadržení podezřelého (v ČR podle § 76 odst. 2 trestního řádu) a předat ho policii.
V ČR je systém sousedských hlídek spíše výjimečný.
Jako občanské sdružení vznikla domobrana v minulosti v Chomutově, kde ji však místní úřady považovaly za neefektivní, či v Dobromilicích.
V souvislosti se sérií vloupání v Říčanech a okolí na přelomu let 2019 a 2020 vznikly organizované skupiny místních v některých zasažených obcích.
Příležitostně se systém dobrovolnické organizace uplatňuje dočasně v obcích zasažených živelní pohromou, např. povodní, jako ochrana před rabováním.

### Národní domobrana
Uskupení usilující o organizování a výcvik místních paramilitárních ozbrojených skupin vzniklo pod názvem Národní domobrana na začátku roku 2016 v napojení na stranu Národní demokracie. Na začátku roku 2018 organizace vykazovala 62 aktivních buněk na různých místech Česka. Současně však docházelo k vnitřnímu pnutí a diskutovalo se o dalším rozštěpení organizace. Ta přitom již vznikla odštěpením od podobné organizace Českoslovenští vojáci v záloze proti válce plánované velením NATO. Činnost Národní domobrany v následujících letech postupně vyhasínala. Přesto vedla ke snaze omezit fungování podobných neoficiálních ozbrojených skupin. Podle zpráv BIS jejich činnost může představovat ohrožení státu. Konkrétně Národní domobrana byla přímo spojena s neuznávanými státy na některých Ruskou federací okupovaných územích východní Ukrajiny.